# Мочеполовая система

1. Мочевыделительная система человека: 2. почка 3. почечная лоханка 4. мочеточник 5. мочевой пузырь 6. мочеиспускательный канал.
7. надпочечник
Сосуды: 8. почечная артерия и вена 9. нижняя полая вена 10. брюшная аорта 11. общая подвздошная артерия и вена
Прочее: 12. печень 13. толстая кишка 14. таз

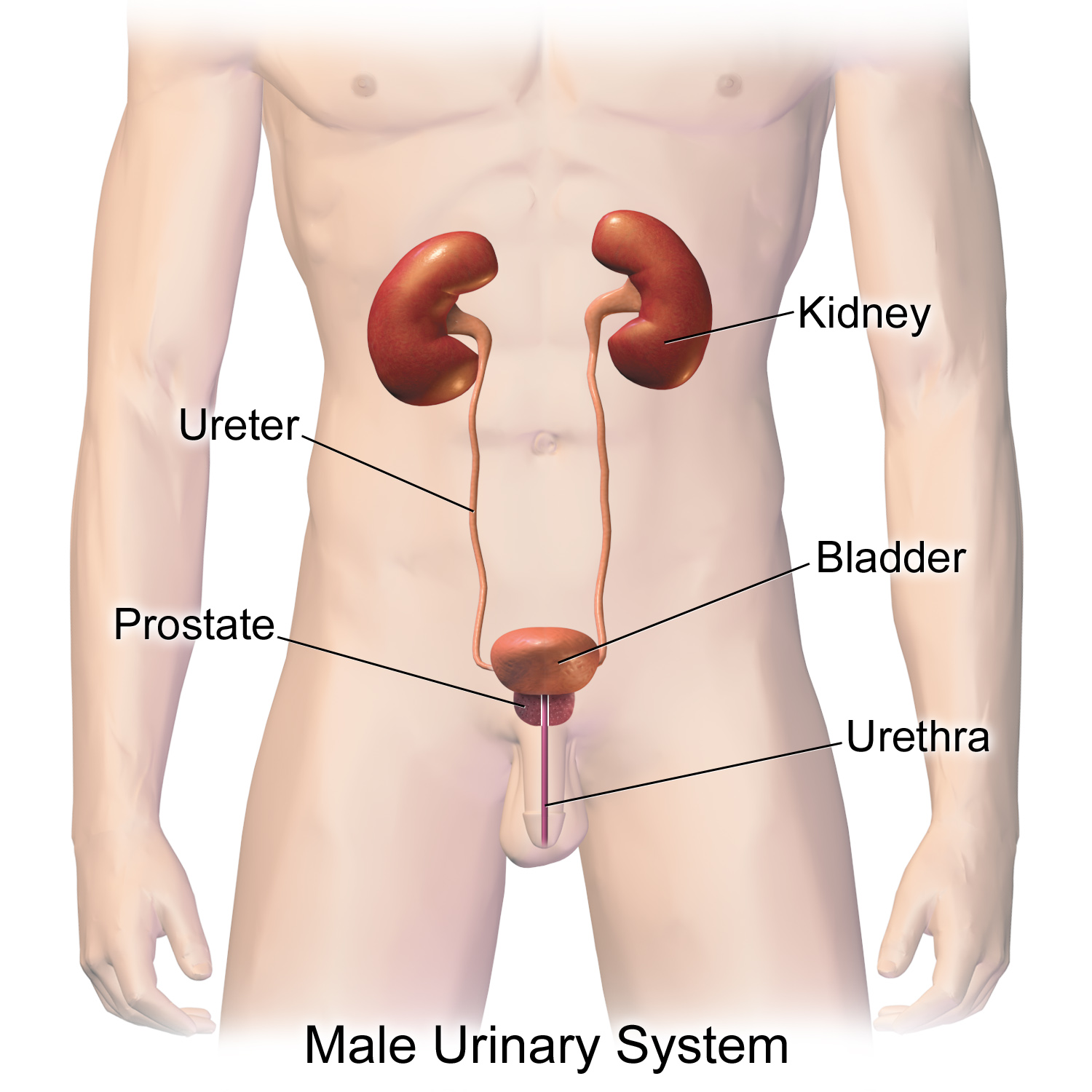
Мужская мочевыделительная система

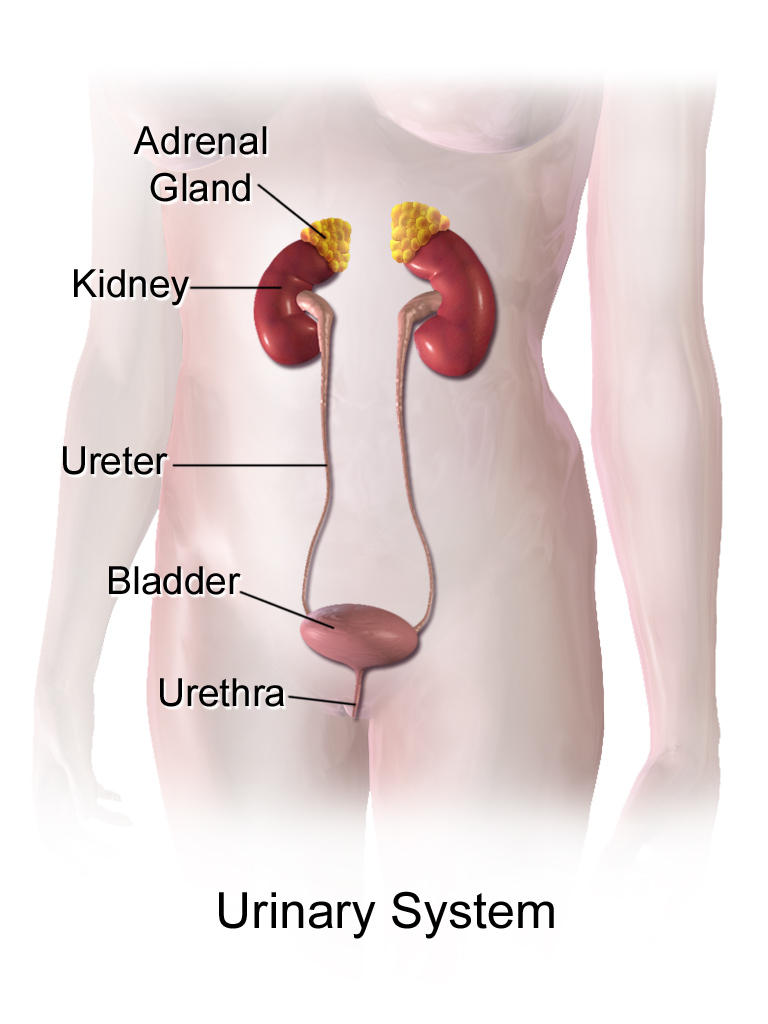
Женская мочевыделительная система

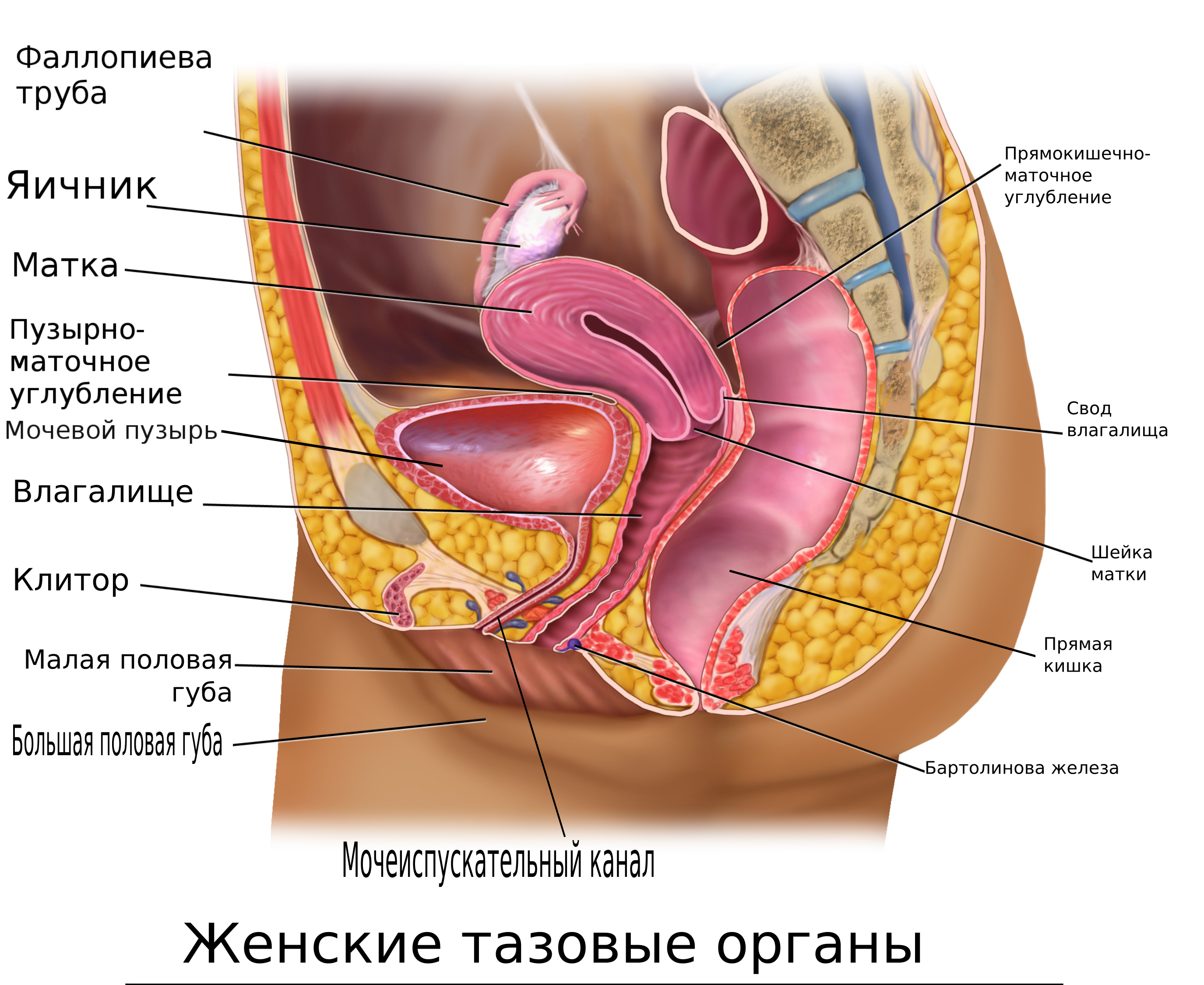
Женские тазовые органы в продольном разрезе

Мочеполовая система, или Мочеполовой аппарат (лат. Apparatus Urogenitalis)— комплекс органов репродуктивной и мочевыделительной систем, анатомически, функционально и эмбриологически связанных между собой. Некоторые органы мочеполовой системы выполняют и репродуктивную, и мочевыделительную функцию (например, уретра у мужчин).
Мочевыделительные системы у мужчин и женщин состоят из одних и тех же элементов: в брюшной полости это пара почек и пара мочеточников, а к тазовым мочевыделительным органам относятся мочевой пузырь и мочеиспускательный канал, но из-за различий репродуктивной роли мужчин и женщин их тазовые органы в целом отличаются у каждого из полов структурой и расположением.
У мужчин мочеиспускательный канал более длинный и узкий, чем у женщин, так как большая его часть проходит в теле мужского полового члена, репродуктивной функцией которого является доставка семенной жидкости внутрь женского трубчатого органа — влагалища, скрытого в полости малого таза. И в мужской мочеиспускательный канал открывается как мочевой пузырь, так и выводные протоки половых желез — яичек, вырабатывающие мужские половые клетки — сперматозоиды. Мужская уретра проходит через отсутствующую у женщин предстательную железу (простату), добавляющую к сперматозоидам жидкую составляющую семенной жидкости. Моча и семенная жидкость у мужчин не смешиваются благодаря особому анатомо-физиологическому механизму переключения. При патологических разрастаниях простаты (её аденоме, характерной для пожилого возраста) верхняя часть мужского мочеиспускательного канала сдавливается, и отток мочи из мочевого пузыря (мочеиспускание) может существенно нарушаться, а застой мочи в организме приводит к развитию воспаления.
У женщин мочеиспускательный канал служит только для выведения мочи. Он более короткий и широкий, чем мужской и из-за этого легче подвергается инфицированию извне, что может приводить к развитию воспаления мочевого пузыря (циститу). Женская уретра скрыта в мягких тканях малого таза, но её наружное отверстие находится в области наружных половых органов рядом с наружным отверстием женской репродуктивной системы — входом во влагалище — в преддверии влагалища. Всё преддверие прикрыто малыми половыми губами, в норме свободно раздвигающимися для мочеиспускания, но при их функциональных сращениях (синехиях половых губ), вызванных дефицитом женского полового гормона, мочеиспускание бывает затруднено, что может требовать помощи гинеколога. Близость к друг другу у женщин наружных отверстий мочеиспускательного канала, половых органов и кишечника может приводить к их взаимному инфицированию и требует соблюдения норм гигиены.
Может встречаться и врождённая патология, общая для мочевыделительной и репродуктивной систем, — например нарушения половой дифференциации (гермафродитизм или интерсексуальность), а также эписпадии или гипоспадии — расщепления стенки мочеиспускательного канала и полового члена или нахождения его наружного отверстия в нетипичной локализации, что влияет на функционирование обеих подсистем.
Мочеполовая система человека находится в поле зрения нескольких медицинских дисциплин. Функционированием и болезнями почек, мочевыделительной системы у обоих полов и их терапевтическим лечением призваны заниматься нефрологи, а также урологи, в обязанности которых входит и хирургическое лечение. Здоровьем и болезнями мужской репродуктивной системы занимаются урологи, в частности — урологи-андрологи, а женской — гинекологи.

## Мочевыделительная система
Основным органом мочевой системы является почка, парный орган, расположенный забрюшинно, в поясничной области. Моча, выделяющаяся из почки, поступает в почечные чашечки, почечную лоханку, а затем в мочеточник, который в малом тазу открывается в мочевой пузырь. Из мочевого пузыря начинается мочеиспускательный канал, строение которого различается у мужчин и женщин.

## Репродуктивная система
Репродуктивная система мужчин включает в себя яички с придатками, семявыносящие протоки, семенные пузырьки, семявыбрасывающие протоки, предстательную железу, уретру и мочевой пузырь. Наружные половые органы мужчин представлены половым членом и мошонкой.
Репродуктивная система женщин включает в себя яичники с придатками, маточные трубы, матку, влагалище, большие и малые половые губы, клитор. Между малыми половыми губами располагается преддверие влагалища, в которое открывается наружное отверстие уретры и отверстие влагалища, а также протоки бартолиновых желез.

## Развитие мочеполовой системы
В ходе филогенеза и эмбриогенеза структуры мочеполовой системы проходят несколько стадий развития. Мочевые и репродуктивные органы развиваются из мезодермы с формированием промежуточных эмбриональных структур, часть из которых в дальнейшем подвергается полной редукции. Стадиями развития являются: пронефрос — предпочка; мезонефрос — первичная, туловищная почка; метанефрос — тазовая почка. Помимо этого, с обеих сторон различают мезонефральный (вольфов) и парамезонефральный (мюллеров) протоки. У женского эмбриона мезонефросы и мезонефральные протоки редуцируются, а парамезонефральные протоки интенсивно развиваются, в результате формируя маточные трубы, а также эпителий матки и влагалища. У мужского эмбриона, напротив, редуцируются парамезонефральные протоки, а мезонефросы и мезонефральные протоки преобразуются в семявыносящие протоки.